# 재닛 리노
재닛 리노(Janet Reno, 1938년 7월 21일 ~ 2016년 11월 7일)는 미국의 변호사로 1993년부터 2001년까지 제78대 법무장관을 지냈다.
리노는 미국 역사상 두번째로 장기적으로 지낸 법무장관이었다.  그녀는 또한 이 직위를 보유하는 데 매우 첫 여성이기도 하다.  플로리다주 마이애미에서 태어나 자라온 리노는 코넬 대학교와 하버드 법학대학원에서 수학한 후, 마이애미로 돌아와 자신의 법률 경력을 시작하였다.
법무장관이 되기 전에 그녀는 플로리다주를 위하여 일했다.  그녀는 5번이나 마이애미데이드군을 위하여 주립 검사로 선출되었다.  그녀는 플로리다주에서 검사가 되는 데 첫 여성이었다.  1993년 빌 클린턴 대통령은 법무장관이 되는 데 리노를 선택했으며 그녀는 2001년 클린턴이 대통령직을 떠날 때까지 그 역할에 머물었다.

## 초기 생애와 교육
본명은 재닛 우드 리노 (Janet Wood Reno)로 플로리다주 마이애미에서 태어났다.  그녀의 모친 제인 월리스는 〈마이애미 뉴스〉를 위하여 기사를 썼고 부친 헨리 올로프 리노 (본래 성은 라스무센)는 덴마크에서 온 이민자로 〈마이애미 헤럴드〉를 위하여 43년간 기자를 지냈다.  재닛은 3명의 동생이 있었다.
1943년 그녀의 가족은 사우스마이애미에 있는 집으로 이사하여 소, 닭과 염소들 같은 가축들을 길렀다.  재닛은 버터를 만들어 파는 데 그녀의 부모를 도와 가족이 돈을 버는 도움을 주었다.
가족이 더욱 큰 집을 필요했을 때 그녀의 모친은 스스로 하나를 만들기로 결정하였다.  가족은 재닛이 8세때 새로운 집으로 이사하였다.  이 집은 리노에게 매우 중요했다.  그녀는 그것이 자신에게 "마음만 먹으면 무엇이든 할 수 있다"는 것을 보여주었다고 말했다.
재닛 리노는 마이애미데이드군에 있는 공립 학교들을 다녔다.  중학 시절 후에 그녀는 자신의 삼촌과 함께 독일에서 한해를 보냈다.  그녀는 자신의 휴식 동안 유럽을 돌아다녔다.  플로리다주에 돌아왔을 때 그녀는 토론 우승자가 되었다.  그녀는 또한 코럴 게이블스 고등학교에서 차석 졸업생이었다.
1956년 그녀는 코넬 대학교로 가서 화학을 전공하고 여성 자율 운영 협회의 회장이 되었다.  코넬 대학교 졸업 후, 그녀는 하버드 법학대학원으로 갔다.  그녀는 500명의 학생들의 클래스에서 단 16명의 여성이었다.  그녀는 1963년 로스쿨을 끝냈다.

## 초기 법률 경력
1963년부터 1971년까지 리노는 마이애미에서 2개의 다른 로펌에서 변호사로 일했다.  1971년 그녀는 플로리다주 하원을 위하여 사법 위원회의 직원에 합류하였다.  다음해 그녀는 플로리다주 하원으로 선출되려고 시도했으나 이기지 않았다.
1973년 그녀는 플로리다주의 형사 절차 규칙을 업데이트하는 프로젝트에 일했다.  그해 후순에 그녀는 데이드군 주립 검사 사무소에 가입하였다.  주립 검사 리처드 거스타인은 곧 그녀를 자신의 수석 비서로 만들었다.  그녀는 개인 법률 사무소에 가입하는 데 1976년 이 직무를 떠났다.

### 주립 검사가 되며

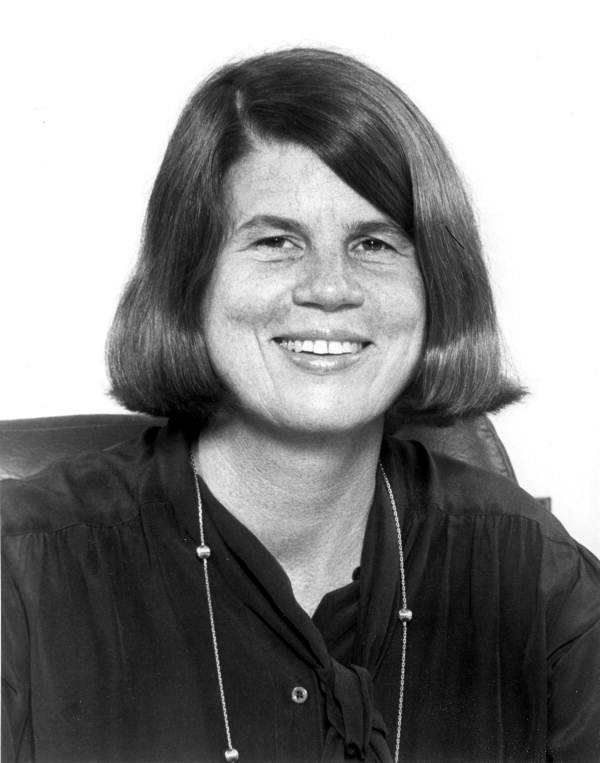
1978년 플로리다주의 첫 여성 주립 검사로서 리노의 인물 사진

1978년 1월 플로리다주지사 루빈 애스큐는 리노를 데이드군을 위한 주립 검사로 임명하였다.  이 군은 이제 마이애미데이드군으로 불린다.  그녀는 여태까지 플로리다주에서 주립 검사를 지내는 데 첫 여성이었다.
그해 11월 그녀는 주립 검사 사무소로 선출되었다.  투표인들은 그녀를 4번이나 더 다시 선출했다.  리노는 그녀의 직업에서 윤리적인 것으로 알려졌다.  그녀는 특별 대우의 모습을 피하는 데 정규적 가격에서 자신의 차량 마저 가져왔다.
그녀의 사무소는 각해마다 많은 사건 경우들을 다루었다.  그녀는 공평하고 정직함으로 평판을 얻었다.

#### 중요한 사건 경우들
1980년 5월 리노의 사무소는 5명의 경찰관들을 연루한 사건 경우들을 다루었다.  그들은 흑인 보험 판매원의 사망을 일으킨 것으로 기소되었다.  경찰관들은 무죄로 판명되었다.  이것은 마이애미에서 항의와 폭동들로 이끌었다.  많은이들이 당황했다.  리노는 자신의 비판들과 만나고 이후에 큰 차이에 의하여 재선을 이겼다.
리노는 개인적으로 사형을 지지하지 않았다.  하지만 그녀의 사무소는 주립 검사로서 그녀의 세월 동안 80건의 사형 선고를 확보하였다.

## 제78대 법무장관

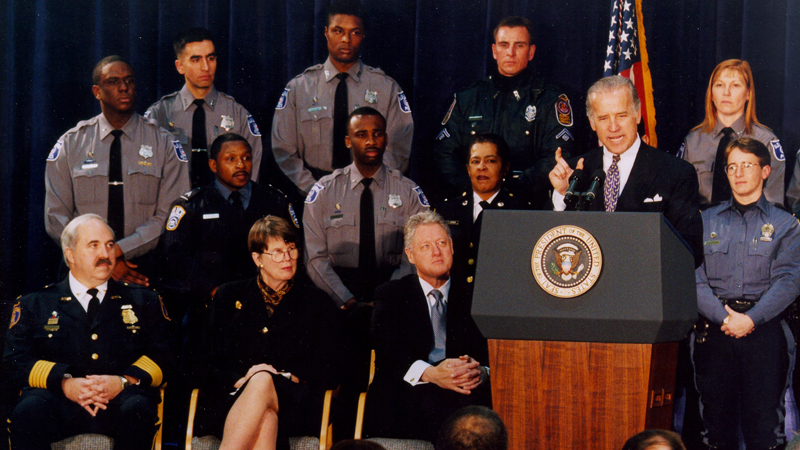
1994년 조 바이든 상원이 바이든 범죄 법안 조인식에서 연설하면서 리노가 의식을 지켜보고 있는 모습

빌 클린턴 대통령 당선자는 자신의 팀이 전 미국인들을 대표하기를 원했다.  1993년 2월 11일 그는 법무장관을 위한 자신의 선택으로서 재닛 리노를 발표하였다.  그의 이전 선택들은 그들이 불법체류 노동자들을 기용했기 때문에 문제들을 향했다.  클린턴은 주립 검사로서 그녀의 경험 때문에 리노를 선택한 것이다.
3월 11일 미국 상원은 98 대 0의 투표에 의하여 리노를 찬성하였다.  그녀는 다음날 취임 선서를 가졌다.  이것은 미국의 법무장관이 되는 데 그녀를 첫 여성으로 만들었다.  법무장관으로서 리노는 미국 법무부와 95,000명의 직원들의 책임을 맡았다.  그녀는 클린턴의 대통령직의 나머지를 위하여 지냈다. 

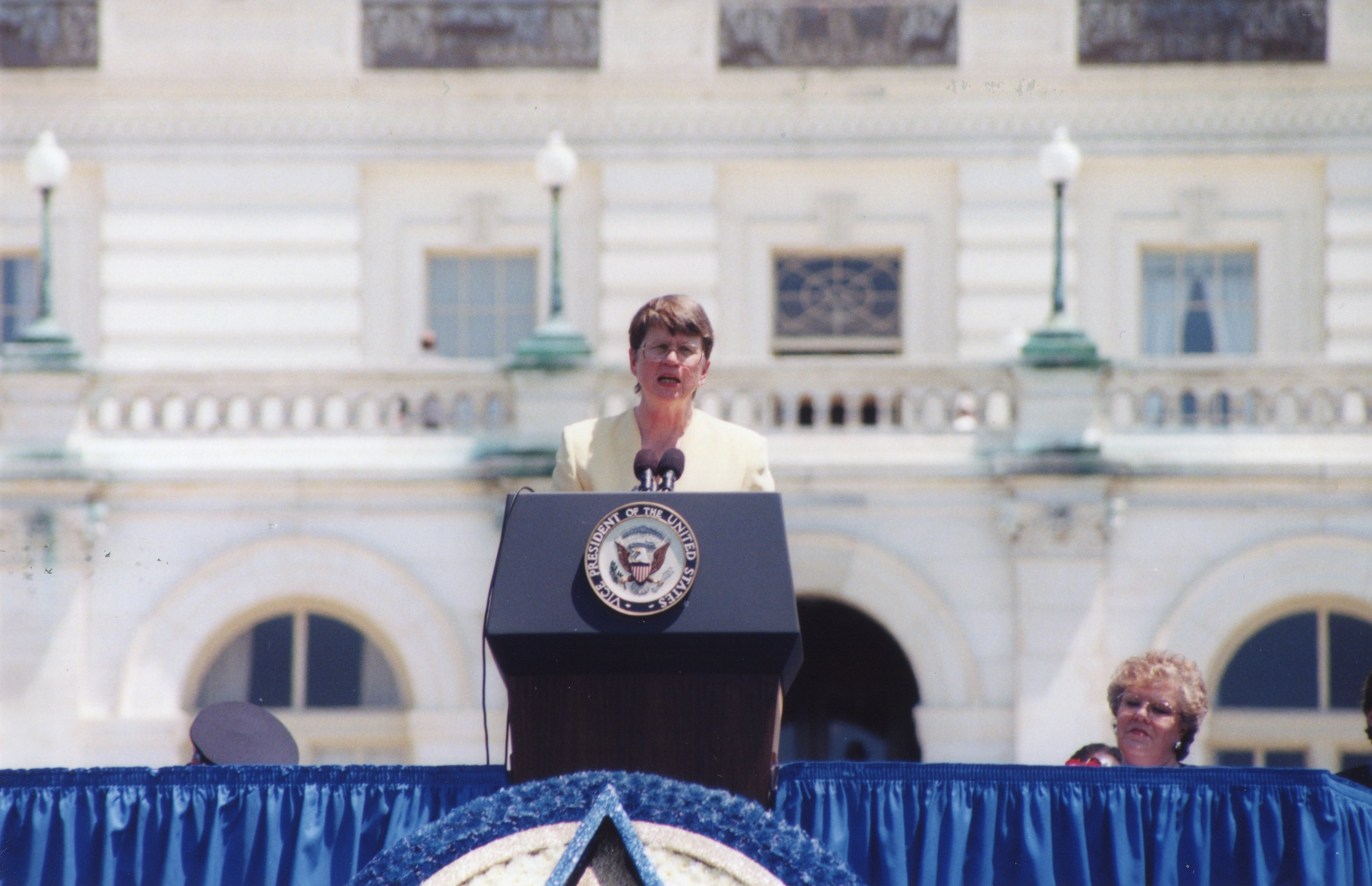
1998년 국립 평화 수호자 기념식에서 연설하는 리노

1994년 리노는 DNA 증거를 공부하는 데 법무부에 의문하였다.  그녀는 얼마나 많은 잘못된 유죄 판결들이 새로운 DNA 과학과 교정될 수 있나 알기를 원했다.  이것은 목격자들이 어떻게 인터뷰를 받고 어떻게 실험실이 작동되나에 변화들로 이끌었다.
법무장관으로서 리노의 세월 동안 많은 중요한 사건들이 일어났다 - 
- 텍사스주 웨이코에서 다윗교를 연루한 51간 포위전.  이 사건은 많은 사상자와 함께 비극적으로 끝났다.  리노는 포위전을 끝내는 결정을 위하여 완전히 책임을 졌다.

- 소프트웨어 회사 마이크로소프트에 대한 소송.  법무부는 마이크로소프트가 경쟁을 불공평하게 제한시키고 있었다고 말했다.  사건은 이후에 해결되었다.

- 유나바머로 알려졌던 테드 카진스키의 체포와 유죄 판결.

- 오클라호마시티 폭탄 테러로 티머시 맥베이와 테리 니콜스의 체포와 유죄 판결.

- 1993년 세계 무역 센터 폭탄 테러에 연루된 자들의 체포와 유죄 판결.

- 리처드 주얼에게 사죄.  그는 뉴스 유출 때문에 센테니얼 올림픽 공원 폭탄 테러에 잘못 의심을 받았다.  리노는 "난 우리가 그에게 사과할 빚이 있다고생각한다"고 말했다.

- 6세의 엘리안 곤살레스를 친척의 집으로부터 무장 제거.  그는 쿠바에 있는 자신의 부친에게 돌아갔으며 리노는 이 어려운 결정을 만들었다.

### 클린턴 행정부 동안 조사들
1994년 리노는 화이트워터 사건으로 불린 사건에서 클린턴 대통령의 상거래를 조사하는 데 특별 변호사를 임명하였다.  이 조사는 화이트워터 사건과 백악관 변호사 사아의 아무런 연관성도 발견되지 않았다.  이후에 또다른 특별 변호사 켄 스타가 조사를 차지하였다.
1998년 하원 위원회는 의회에서 그녀를 경멸하고 싶었다.  이것은 그녀가 특정 내부 법무부의 메모들을 방출하지 않았기 때문이었다.  리노는 자신이 검사들의 독립을 보호하는 데 그것들을 방출하는 데 거부했다고 말했다.  완전히 하원은 이것에 전혀 투표하지 않았다.

## 이후의 경력과 유산
법무장관으로서 자신의 세월 후에 리노는 2002년 플로리다주지사를 위하여 출마하였다.  그녀는 민주당 예비 선거에서 패하였다.
그러고나서 그녀는 전국을 다니면서 연설하였다.  그녀는 사법 제도를 향상시키는 것에 관하여 이야기했다.  그녀는 범죄를 줄이는 도움을 주는 데 교육이 더욱 나아져야 했던 것을 믿었다.  그녀는 또한 문제가 있는 청소년을 돕는 데 청소년 법원이 더욱 많은 지지를 필요했다는 것을 생각했다.
2004년 리노는 이노센트 프로젝트의 창립 이사회 회원이 되었다.  이 그룹은 아마 죄가 없을 것 같은 죄수들이 DNA 시험을 이용하는 도움을 준다.

## 개인 생활
리노는 전혀 결혼하지 않았고 자녀를 두지 않았다.  그녀는 주립 검사였던 동안 스페인어를 배웠다.  1995년 파킨슨병과 진단된 후에 마저 그녀는 활동적으로 머물었다.  1996년 그녀는 인라인 스케이트 마저 배웠다.  그녀는 자신의 전체 일생을 자신의 어린 시절의 집에서 살았다.

## 사망
2016년 11월 7일 리노는 파킨슨병으로부터 사망하였다.  그녀는 자신의 친구들과 가족과 함께 했다.  버락 오바마 대통령은 그녀를 "정의를 위해 지성, 정직성과 강렬한 헌신"으로 칭송하였다.  클린턴 대통령은 그녀의 "봉사, 조언과 우정"으로 감사하였다.

## 수상과 영예
- 1993년 글래머는 리노를 "올해의 여성들" 중의 하나로 임명하였다.

- 2000년 리노는 전미 여성 명예의 전당으로 헌액되었다.

- 2008년 그녀는 소송 관리 협의회의 전문상을 받았다.

- 2009년 4월 17일 그녀는 미국 사법 사회로부터 최고의 상으로 정의상을 받았다. 그것은 정의를 향상시키고 법률에 관하여 미국인들을 교육시키는 그녀의 업적을 인정하였다.